# 岡幸二郎
岡 幸二郎（おか こうじろう、1967年10月10日 - ）は、福岡県大川市出身のミュージカル俳優。柳川高等学校、大東文化大学外国語学部中国語学科卒業。元劇団四季所属。九州大谷短期大学表現学科客員教授。大川市ふるさと大使。

## 略歴
- 15歳の頃、劇団四季『コーラスライン』の福岡公演を観てミュージカルの道を志す[5][6]。同じく15歳の頃に「古賀政男記念 大川音楽祭」古賀メロディー部門で最優秀賞受賞[5]。
- 初舞台は1989年、大学4年生の時、市川猿翁（当時は市川猿之助の名）演出のミュージカル『イダマンテ』[7]。
- 1990年1月、劇団四季のオーディションに合格[5]。『オペラ座の怪人』、『アスペクツ・オブ・ラブ』、『李香蘭』などに出演。1993年からフリーとなる。
- 1994年『レ・ミゼラブル』にアンジョルラス役で出演し、ミュージカル界の寵児となる[6]。舞台を中心に活動している。

## 人物
- 「186センチのすらっとした長身に彫りの深い美貌、そして何より豊かな声量と表現力、艶のある歌声で客席を魅了する」と評されており[8]、日本ミュージカル界、トップクラスの実力を誇る。
- 「演じる自分も楽しめて、お客さんに楽しんでもらえるかどうか、そのベクトルが合いさえすれば、劇場や自分の役の大きさなんて関係ない」「お客さんが楽しんでくれてる顔が見えた時がものすごく幸せ」と話す[6]。
- 3歳の頃、温泉かどこかのステージで生バンドをバックにマイクを持ち「ゲイシャ・ワルツ」を歌う姿を写した写真が残っている[注釈 1]。祖母が詩吟と謡を教えていた影響で、声を出すことが好きになったと話している[5]。
- コンサートなどのイベントの企画も行っている。「小学校6年生のときに生徒会長をやっていたのですが、ちょうど学校で秋祭りというイベントが始まったんです。そこで企画に携わって、仮装大会とかいろんなコンテンツを盛り込んだお祭りにしました」と、子供の頃から企画することが好きだったエピソードを語っている[9]。
- 特技の一つの書道は、母方の叔父が教えていたことや地元に有名な先生がいたこともあり、5歳から高校3年生まで続けていた[5]。ミュージカルの道を志すためには何としても上京したかったので、「本格的に書道が学べる大東文化大学に行く！」という名目で進学した[2]。大学時代の同期に井料瑠美がいる。井料は岡の前年の1989年に、劇団四季に入団している。
- 大学3年生の頃に東京ディズニーランドでパフォーマーのアルバイトをしていたこともある[5]、ディズニーファン[10]。
- 『レ・ミゼラブル』でアンジョルラス役を受けた理由は、当時の年齢でオーディションを受けるならマリウスかアンジョルラスのどちらかだったためと、マリウスのはっきりしない性格が好きではなかったため[注釈 2]。
- 2.5次元作品の現場などでは自らが培った経験や技術を元に、若い世代の役者達にアドバイスをおくっている[5]。
- マッサージ免許を持っている。

## 主な出演作

### 舞台
1989年
- イダマンテ
- オリバー! - マフィン売り/軽騎兵（1）/紳士 役
- マイ・フェア・レディ - 紳士/給仕/従僕/行商 役

1991年
- ミュージカル李香蘭 - 兵士（中国軍/陸軍/海軍/遊撃隊 他）/傍聴人/満映撮影所員 役、他
- ジーザス・クライスト・スーパースター - 男性アンサンブル11
- エルリック・コスモスの239時間 - ピーター 役

1992年
- アスペクツ・オブ・ラブ - ヒューゴ 役
- オペラ座の怪人 - ラウル 役

1993年
- クレイジー・フォー・ユー - ムース 役
- レディー・ビー・グッド - 警官/紳士（歌）/紳士/リゾート客 役

1994年
- レ・ミゼラブル - アンジョルラス 役
- 真説・ロミオとジュリエット - ロミオ/乳母 役、他

1995年
- 熱帯祝祭劇マウイ - オリファト 役
- 楽園伝説/ ONCE ON THIS ISLAND - パパ・ゲー、リール 役
- グイン・サーガ 炎の群像 - イシュトヴァーン 役

1996年
- 真説・ロミオとジュリエット（再演） - ロミオ/乳母/ロザライン 役、他
- 狸御殿 - 染吉 役
- UP☆RUSH - 陽平/お種さん/ミチコ 役、他
- ピーターパン - フック船長/ダーリング氏 役
- 真説・ロミオとジュリエット（再々演） - ロミオ/乳母/ベアトリーチェ 役、他
- 狸 TANUKI - 青葉の宮 役

1997年
- 天狼星 - 伊集院大介 役
- レ・ミゼラブル - アンジョルラス 役、他

1998年
- 真説・カサブランカ - イルザ/オスカル/ストラッサー少佐 役
- シュガー - ジェリー/ダフネ 役
- ジョセフィン・虹を夢見て
- ママ・ラブス・マンボ
- ひめゆり - 滝軍曹
- 貧血鬼ドラキュラ - ドラキュラ 役

2000年
- ジョセフィン
- ママ・ラヴズ・マンボ（8月）

2001年
- リトルショップ・オブ・ホラーズ
- クリスマス・ボックス
- ラヴ・レターズ2001 X'mas Special
- キャンディード

2002年
- イシマツ〜踊る東海道〜
- ママ・ラヴズ・マンボII
- マイ・フェア・レディ - フレディ 役
- ラヴ・レターズ
- ピアノ・バー
- Nothing But Musicals アンコール
- ひめゆり - 滝軍曹 役
- チャーリーはどこだ? - チャーリー 役

2003年
- 風と共に去りぬ - アシュレ 役
- レ・ミゼラブル - ジャベール 役
- 十二夜 - セヴァスチャン 役

2004年
- レ・ミゼラブル - ジャベール 役
- ひめゆり - 滝軍曹 役
- キャンディード（4月 - 5月） - マキシミリアン・パングロス 役
- マイ・フェア・レディ - フレディ 役
- ミス・サイゴン - ジョン 役

2005年
- Nothing But Musicals 4 舞い降りたDIVAたち
- ブロードウェイ・ガラコンサート2005
- レ・ミゼラブル - ジャベール 役
- レ・ミゼラブル スペシャルバージョン
- NOTHING BUT JAPANESE〜魅せられて日本
- プロデューサーズ - カルメン・ギア 役
- 眠らない音

2006年
- グランドホテル
- レ・ミゼラブル - ジャベール 役
- 忍者イリュージョン NARUTO〜ナルト〜 - コトノハ 役
- NOTHING BUT MUSICALS ゴージャス 〜SHOWしま賞!!〜
- 風と共に去りぬ - アシュレ 役
- BURN THIS 焼却処分 - ペイル 役

2007年
- タイタニック - バレット 役
- モダン・ミリー - トレバー・グレイドン 役
- レ・ミゼラブル - ジャベール 役

2008年
- プロデューサーズ - カルメン・ギア 役
- ルドルフ 〜ザ・ラスト・キス〜（5月 - 6月） - ターフェ 役
- ミス・サイゴン - ジョン 役

2009年
- レ・ミゼラブル - ジャベール 役
- The Game of Love 〜恋のたわむれ〜 - アナトール  役
- COCO - セバスチャン・ベアール 役

2010年
- ウーマン・イン・ホワイト（1月）
- サイド・ショウ（4月） - ジェイク 役

2011年
- レ・ミゼラブル
- ビクター・ビクトリア（7月） - トディ 役
- サムライ・ナイト・フィーバー（8月）
- 石棺〜チェルノブイリの黙示録（8月）
- お悩みはご一緒に!!（12月） - 雅史 役

2012年
- D-room 5 ～みんなでいっぱいいっぱい～（1月）
- TRAILS（2月） - ワリー 役
- モンスター・ボックス（2012年2月）
- ニジンスキー（4月） - ディアギレフ 役
- ミス・サイゴン（7月） - ジョン 役
- マグダラなマリア（11月 - 12月） - カミーナ・ボルヘス 役

2013年
- 二都物語（7月 - 8月） - テヴレモンド卿 役
- ロック・ザ・フィガロ（4月 - 5月）
- 殺しの接吻（10月）
- サムライ・ナイト・フィーバー再燃（12月）

2014年
- 蝶々殺人事件（3月）
- ニジンスキー（4月） - セルゲイ・ディアギレフ 役
- ちっぽけなタイヨウ
- ショウ・ボート

2016年
- 1789 -バスティーユの恋人たち-（4月 - 5月） - ペイロール 役
- OG－ゲスト
- スウィート・チャリティ（9月 - 10月） - オスカー・リンキスト 役 

2017年
- ロミオ&ジュリエット（1月 - 3月） - キャピュレット卿 役
- ミクロワールド・ファンタジア（7月 - 8月） - サミュエル閣下 役
- スコア（8月17日 - 20日） - フィボナッチ 役
- Pukul（12月） - 過去を司る神 役

2018年
- リトル・マーメイド イン・コンサート（2月） - トリトン王 役
- 1789－バスティーユの恋人たち－（4月 - 7月） - ペイロール 役
- スサノオと美琴（8月） - イザナギノミコト 役

2019年
- ロミオ&ジュリエット（2月 - 4月） - キャピュレット卿 役

2020年
- ラブ米（11月）- 陸稲（）耕二郎 役

2021年
- 葵上（3月）
- ロミオ&ジュリエット（5月 - 7月） - ヴェローナ大公 役
- ラストダンスは私に（8月） - 越路吹雪夫 役 他
- えんとつ町のプペル（11月） - ベラール 役

2022年
- The View Upstairs-君と見た、あの日-（2月） - ウィリー 役
- 犬との約束（4月 - 5月） - マクレガー 役
- 美しきまほろば〜ヤマトタケル（7月） - 日輪 役
- 刀剣乱舞 鶴丸国永 大倶利伽羅 双騎出陣  春風桃李巵（しゅんぷうとうりのさかずき）（8月 - 9月） - 伊達政宗 役

2023年
- チェーザレ 破壊の創造者（1月 - 2月） - ジュリアーノ・デッラ・ローヴェレ 役
- 魔法使いの約束 祝祭シリーズ Part1（2月 - 3月） - アントニオ 役
- マッシュル-MASHLE- THE STAGE（7月） - ウォールバーグ・バイガン 役
- ㊇ 乱舞野外祭（すえひろがり らんぶやがいまつり）（9月） - 伊達政宗 役
- 朗読劇ラストダンスは私に〜岩谷時子物語〜（12月） - 草野浩二 役

2024年
- ウィリアムとウィリアムのウィリアムたち（2月 - 3月） - 謎多き紳士H 役
- 夜曲〜ノクターン〜（5月）
- マッシュル-MASHLE- THE STAGE 2.5（8月）
- 黄金仮面-masque dore-（10月） - 黄金仮面 役
- 祝玖寿（） 乱舞音曲祭（11月） - 伊達政宗 役
- もえ・る剣（12月 - 2025年1月） - 孝明天皇 役

2025年
- 二都物語（5月） - サン・テヴレモンド侯爵 役
- 刀剣乱舞 目出度歌誉花舞 十周年祝賀祭（7月） - 伊達政宗 役

2026年
- 夜曲〜ノクターン〜（6月 - 7月〈予定〉）

### コンサート・ディナーショー
- ミュージカル百花繚乱 赤坂プリンス夏の陣
- 真冬の『夏の陣』再び
- ラブ・コレクション（2001年、東京會舘）
- 4Knights Special Concert「ベスト・ミュージカル」（2002年、東京オペラシティコンサートホール）
- レ・ミゼラブル in コンサート（2004年、東京芸術劇場・中ホール 他）
- ブロードウェイ・ガラコンサート2005（2005年、東京国際フォーラム 他）
- ブロードウェイ・ガラコンサート2005 追加公演（2005年、青山劇場）
- 「LOVE COLLECTION」アルバム発売記念コンサート（2006年7月、東京芸術劇場）
- 次世代ミュージカルスター育成プロジェクト「Broadway Gala Concert 2005-2006」（2005・2006年、東京国際フォーラム）
- チャリティーディナーショー「天使たちに愛を込めて」（2006年、東京會舘）
- めざましクラシックス サマースペシャル（2006年、サントリーホール） - ゲスト出演
- 『Something Wonderful』 THE PRAYER（演奏：新日本フィルハーモニー交響楽団、2006年、東京オペラシティ）
- 神奈川フィルポップスオーケストラ「ミュージカルGREATEST HITS 2007 SHOW TIME」（2007年、ミューザ川崎シンフォニーホール）
- 言〜ことだま〜魂（2009年9月、福岡Gates'7/ビルボードライブ大阪）
- UTA・ IMA・ SHOW II（2014年1月）[66]
- ベスト・オブ・ミュージカル（2014年 - 2015年）[66]
- ベスト・オブ・ミュージカル II（2016年9月）[67]
- 石井一孝ソロコンサート24.9th（2017年3月）[68]
- ベスト・オブ・ミュージカルIII（2017年3月）[69]
- 原田優一Debut 25th anniversary &Birthday LIVE（2017年9月）[70]
- さよなら中日劇場岡幸二郎inミュージカルコンサート（2017年12月19日）
- ベスト・オブ・ミュージカル（2018年1月）[71]
- ベスト・オブ・ミュージカルIV（2018年12月）[72]
- 成人の日コンサート2019（2019年1月） - 進行と語り、ジャン・バルジャン 役[73]
- 岡幸二郎 デビュー30周年記念 ミュージカル・ガラ・コンサート（2019年10月）[74]
- ヨーロッパ王室の女性たち（2019年11月）[75]
- 岡幸二郎 デビュー30周年記念 ベスト・オブ・ミュージカル・スペシャル・コンサート（2019年12月）[76]
- 師走の協奏曲（2019年12月）[77]
- no Musical no life（2020年12月）[78]
- 岡幸二郎 ミュージカル スペシャルコンサート in サントリーホール（2021年8月）[79]
- ベスト・オブ・ミュージカル（2021年12月）[80]
- Japan Musical Festival 2022（2022年1月）
- 昭和歌謡曲祭 渋谷○春の歌まつり（2022年3月） - 出演・プロデュース[81]
- おかこうじろうちゃん お誕生会「イケイケGO!GO!55歳！数字はただの記号です!!」（2022年10月）[82]
- Japan Musical Festival 2022 Winter Season（2022年12月）
- 成人の日コンサート2023（2023年1月） - 進行と語り、ジャン・バルジャン 役[83]
- MUZAスペシャル・ナイトコンサート（2024年5月）[84]
- 岡幸二郎&原田優一 昭和歌謡ライブ2024（2024年6月）[85]
- Musical Lovers2025（2025年11月〈予定〉）[86]

### イベント
- ACTORS☆LEAGUE in Basketball（2022年 - ）
  - 2022（10月） - サプライズゲスト[87]
  - 2023（10月） - 解説[88]
  - 2024（9月） - 解説[89]

### テレビ

#### テレビドラマ
- 西部警察 第125話「約束の報酬」（テレビ朝日） - 只石健 役
- 大河ドラマ『義経』第13話・第14話（2005年、NHK総合） - 以仁王 役[90][91]
- VIVANT 第10話（2023年、TBS） - 検事総長 役

#### テレビ番組
- おっしょい!福岡（NHK福岡）
- グリーン&ブラックス（2021年 - 2023年、WOWOW） - 「ミュージカルコメディドラマ『シークレット・ゼミ』」 他、不定期出演[97]

### 映画
- 燐寸少女 マッチショウジョ（2016年） - 藤波創一 役[98]

### ラジオ
- ポップスライブラリー「七番目の方角」から（2004年、NHK-FM）[99]
- 青春アドベンチャー （NHK-FM）
  - 砂漠の歌姫（2011年） - イファーン 役[100]
  - 白狐魔記 戦国の雲（2015年） - 織田信長 役[101]
  - 天下城（2017年）[102]
  - 時めがね金沢うた絵巻（2020年） - 深美教授 役[103]
  - 白銀騎士団シルバー・ナイツ（2022年）[104]

### ネット配信
- Streaming+LIVING ROOM CONCERT（2020年7月、Streaming+）[105]

### ディスコグラフィー

#### CD
- Love Collection（2005年6月22日発売）[収録曲 1]
- The Prayer -祈り（2006年8月2日発売）[収録曲 2]
- 華麗なる歌〜服部良一トリビュート〜（2007年11月28日発売）
- ベスト・オブ・ミュージカル（2014年8月27日発売）
- I Am What I Am ～私はアタシ～（2017年12月20日発売）

## 書籍

### 関連書籍
- WE MUST GO ON2 演劇人たちの2020年（2021年）